# Óscar Lopes (1882-1938)
Óscar Lopes (Ceará, 31 de dezembro de 1882 - Rio de Janeiro, 1 de outubro de 1938) foi um contista, dramaturgo e jornalista brasileiro.

## Biografia
Óscar Lopes nasceu no Ceará em 1882. Estudou no Rio de Janeiro onde se formou em direito em 1907. Foi redator da Gazeta de Notícias e autor de diversos livros e peças de teatro. Também se encontra colaboração da sua autoria na revista Atlântida (1915-1920). Destacam-se os livros de contos Livro Truncado, Maria Sydney e Seres e Sombras, o de poesias Medalhas e legendas e um volume com as peças de teatro Albatroz, O impune e A confissão.
A 7 de junho de 1923, foi agraciado com o grau de Oficial da Ordem Militar de Cristo, de Portugal.